# コスモアイル羽咋
コスモアイル羽咋（コスモアイルはくい）は、石川県羽咋市にある宇宙科学博物館である。

## 概要
「コスモアイル」の名称には、江戸時代に外国人との交流の先進地であった出島になぞらえて「宇宙の出島」という意味を込めて付けられている
1996年7月、「UFOで町おこし」をテーマに開館。宇宙展示室（下記概要参照）とコスモシアター（プラネタリウム）という観光施設のほかに、羽咋市立図書館と公共ホールが併設されている。大ホールは900人収容でベーゼンドルファーのコンサートピアノを備えている。建設の際に国からの補助金も含め約52億円の予算が出たが、そのほとんどを併設の図書館や大ホールの建設に使用したため、NASAなどから宇宙船を貸し出すことで、開業に漕ぎ着けた。
2007年（平成19年）4月からは指定管理者制度が導入され、入館料が半額以下に改定。現在は公募により選ばれた民間会社が運営を行っている。2008年（平成20年）8月に指定管理者によりプラネタリウムの機器更新を行った。
NASA特別協力施設でUFOプロデューサーの矢追純一が名誉館長を務めており、矢追の監修で「UFO検定」を実施した。
マスコットキャラクターは「宇宙人サンダーくん」で、宇宙船の修復のために同館でアルバイトをしている宇宙人という設定である。

## 主な施設
宇宙科学展示室
実際に大気圏に突入し、地球に帰還した旧ソ連の「ボストーク型帰還用宇宙カプセル(ゼニット偵察衛星)」 を筆頭に、NASAから提供された実物を多数展示している。また、UFO関連の資料も充実しており、ロズウェル事件に関する資料や、SETI計画（地球外知的生命体探査）についての研究論が聞けるブースもある。入館料金は、大人500円、小中学生250円。
コスモシアター
1996年（平成8年）導入したデジスターIIが老朽化を迎え上映を休止していた。プラネタリウムのドーム型スクリーンをそのまま活用し2008年（平成20年）8月にコニカミノルタ製のメディアグローブを導入した。一般にプラネタリウムの番組は星座や星の解説が多いが、当館は宇宙に関する番組にも力を入れて上映している。観覧料金は、大人500円、小中学生300円。
大ホール
プロセニアム型ホール。クラシック音楽向きのホールではあるが、落語や演劇、シンポジウムなどあらゆる催し物に対応している。優良ホール100選に選出。常備ピアノは、ベーゼンドルファー・インペリアル290型。音大出身者で登録をすれば弾き込みという名目でピアノ庫内にて試弾が出来る。

## 主な展示物
- マーキュリー宇宙カプセル[8]
- マーキュリー型レッドストーンロケット（MR7）
- アポロ司令船　CM
- アポロ月面着陸船　LM
- NASAルナ／マーズローバー[8]
- ルナローバー月面車
- ボイジャー惑星探査船
- バイキング火星着陸船
- ボストーク帰還用宇宙カプセル（実際には設計・構造が共通のゼニットという無人の偵察衛星のものを、中に人形を詰め込み有人宇宙船のボストークであるかのように展示している）
- ルナ24号月面着陸船
- モルニア1号通信衛星[8]

## 交通
- 鉄道
  - 七尾線羽咋駅より徒歩8分
- 道路
  - のと里山海道千里浜ICから5分
  - 和倉温泉からのと里山海道経由で45分
  - 富山県氷見市から国道415号にて30分